# 沿岸内水路

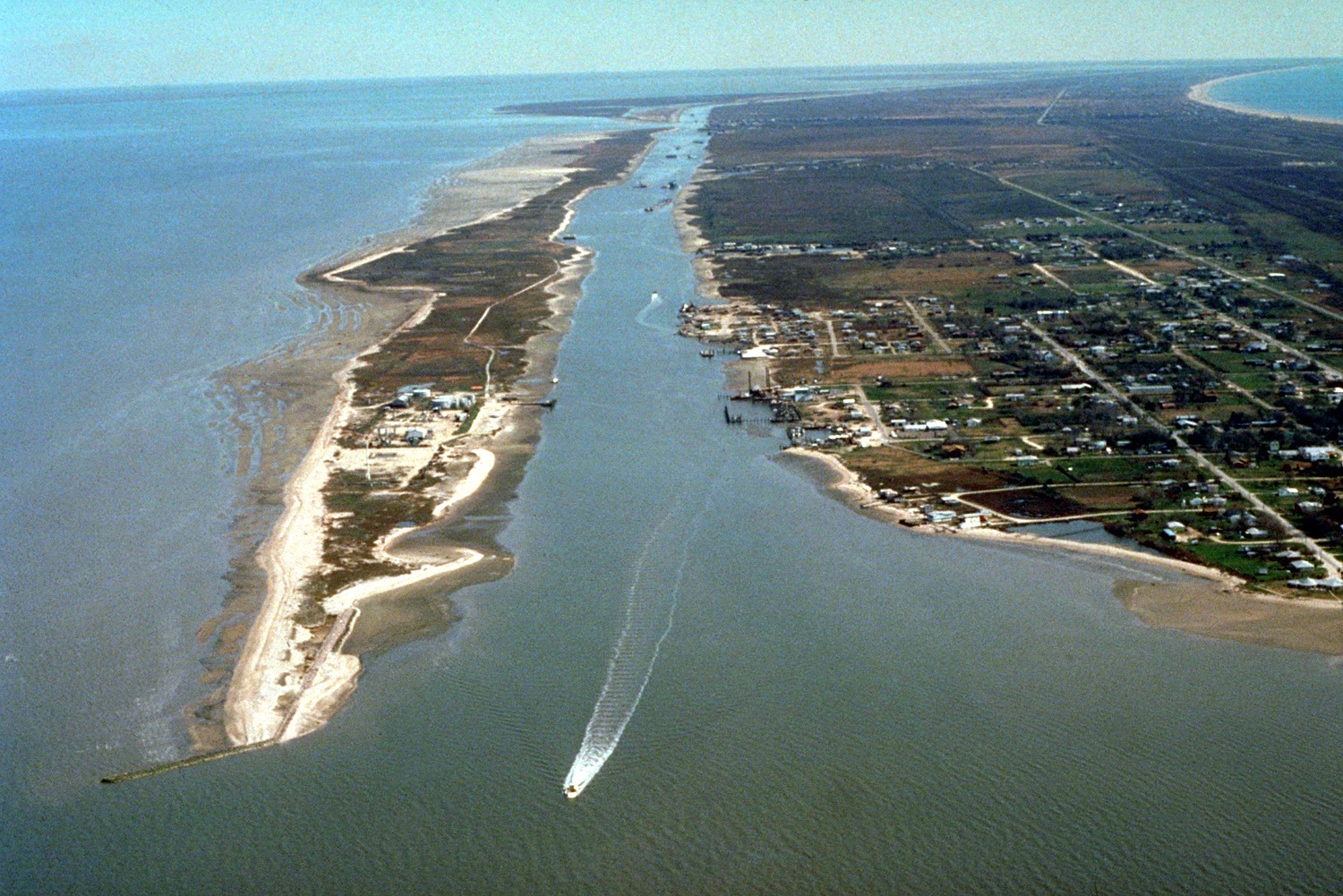
沿岸内水路の例(ガルベストン (テキサス州)近郊)

沿岸内水路 (えんがんないすいろ、Intracoastal Waterway、ICW)は、米国の大西洋岸およびメキシコ湾岸に沿って設営された娯楽用・商業用の連続水路である。

## 概要
全長約3,000マイル (4,800 km)の大半は、入江、塩水河川、内海、湾および海峡など、天然の海水系であり、他は人工の運河である。外洋にほとんど出ずに沿岸主要都市を結んでいるため、第二次世界大戦時にUボートの脅威を避けるため重要となったほか、外洋荒天時の航行、レジャーボートでの利用が盛んである。
通航は無料であるが、商業利用の際は燃料税が課せられ、維持管理に充てられる。
1919年に米国議会の承認を受けて設営され，米陸軍工兵隊が維持管理を行っている。連邦法では最小でも12 フィート (4 m)の水深を保持する旨を規定しているが、予算不足のために完全には実行されておらず、7 フィート (2.1 m)程度の水深しかないために通行の支障となる箇所もある。
当初、ニューヨークからテキサス州 ブラウンズヴィルまでを結ぶべく計画されたが、結局、以下の二区間に分断されている。
- 大西洋沿岸内水路(Atlantic Intracoastal Waterway、AIWW)

ニュージャージー州マナスカン〜フロリダ州キー・ウェスト
- メキシコ湾沿岸内水路(Gulf Intracoastal Waterway、GIWW)

フロリダ州 カラベル〜テキサス州 ブラウンズヴィル
フロリダ半島北部にフロリダ横断運河(Cross Florida Barge Canal)を建設し、これら二区間の接続をはかることが何度となく計画され，部分的には建設もされたが，主として自然環境への配慮のために同運河の貫通は1991年に公式に放棄された。

## 大西洋沿岸内水路の水路一覧

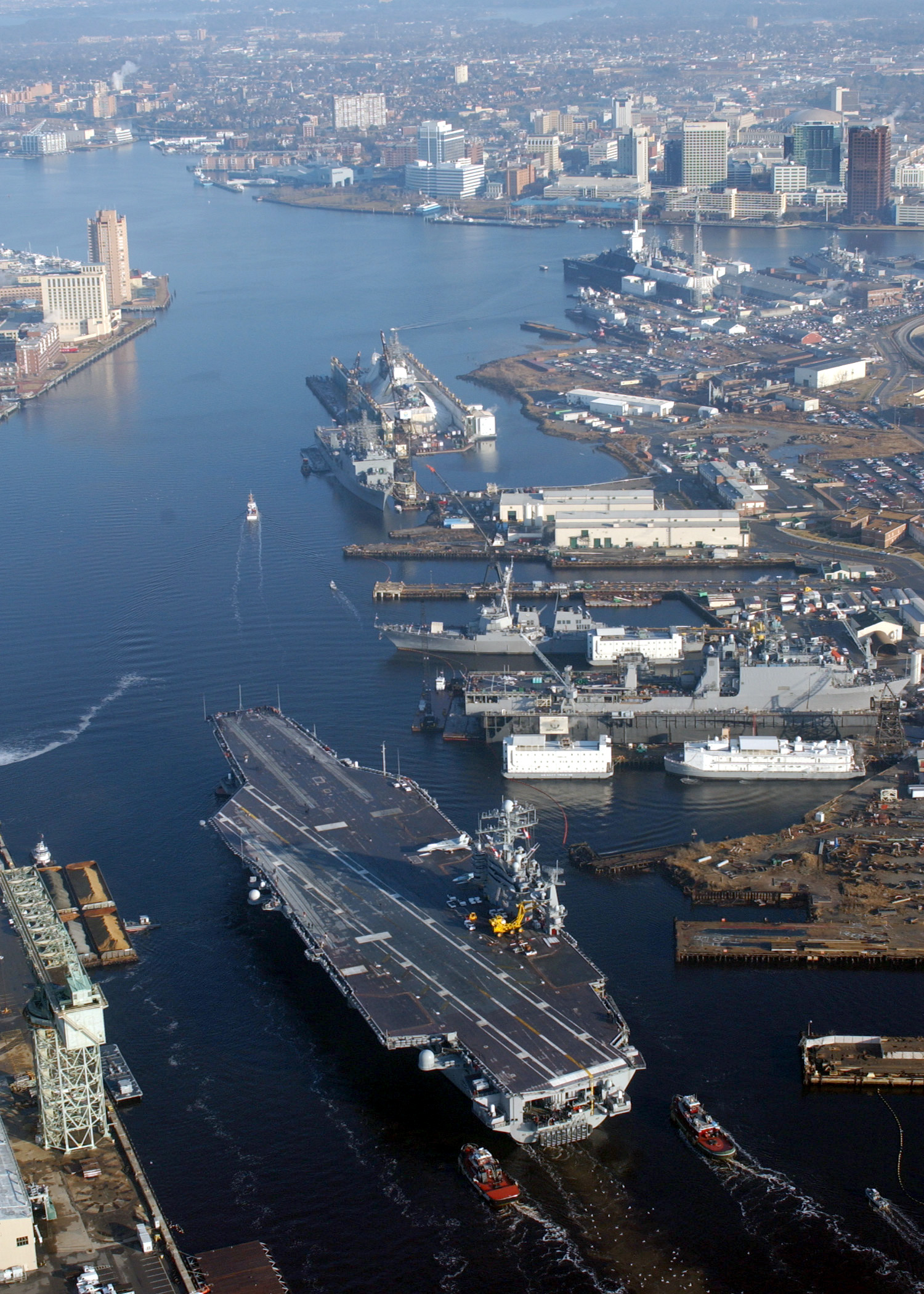
エリザベス川
(ノーフォーク (バージニア州)近辺)

ここでは北端から南端へ水路を列挙する。

### ニュージャージー州
- マナスカン入江
- 運河
- シルバー湾
- バーンガット湾

### デラウェア州
- ケープ・メイ運河
- デラウェア湾

### メリーランド州
- チェサピーク・デラウェア運河
- チェサピーク湾

### バージニア州
- ハンプトン・ローズ
- エリザベス川
- 運河

### ノース・カロライナ州
- カリタック水道
- コインジョック湾
- 運河
- アルベマール水道を横断
- アリゲータ・プンゴ運河
- プンゴ川河口
- 運河
- ニュース川河口
- 運河

### サウス・カロライナ州
- サバンナ川

## メキシコ湾沿岸内水路の水路一覧

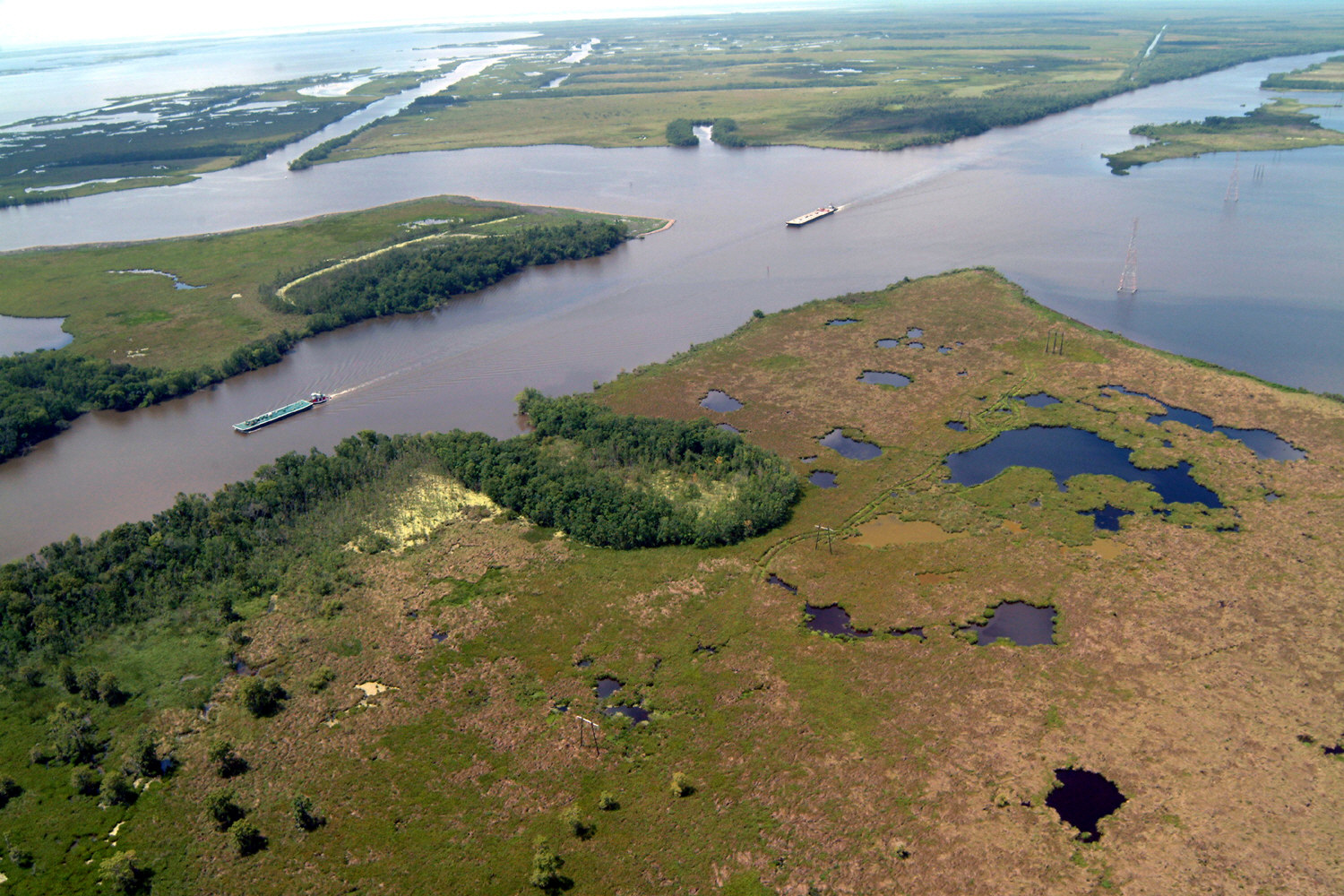
沿岸内水路の例(ニューオーリンズ近郊)

ここでは東端から西端へ水路を列挙する。

### ルイジアナ州
- バイユー・ラフォーシュ近郊

## 参照項目
- アラスカ・マリーン・ハイウェイ